# 福岡港駅
福岡港駅（ふくおかこうえき）は、かつて福岡県福岡市中央区長浜二丁目にあった、日本国有鉄道（国鉄）鹿児島本線（貨物支線。通称・博多臨港線）の貨物駅（廃駅）である。1985年（昭和60年）3月14日に廃駅となった。跡地は国鉄が所有したが、1987年（昭和62年）4月1日の国鉄分割民営化によりJR貨物に引き継がれ、現在はJR貨物グループが管理するマンションが立ち並ぶ。

## 歴史
- 1954年（昭和29年）6月15日：開業。
- 1982年（昭和57年）11月14日：福岡市場駅が福岡港駅に統合。福岡港 - 福岡市場間は福岡港駅（のち博多港駅）の構内扱いで1995年（平成7年）3月まで存続[1]。
- 1985年（昭和60年）3月14日：廃止[2][3]。博多港駅に統合。博多港 - 福岡港間は博多港駅の構内扱い[4]で1996年（平成8年）3月まで存続[5]。

## 隣の駅
日本国有鉄道
鹿児島本線（貨物支線）
（貨）博多港駅 - （貨）福岡港駅 - （貨）福岡市場駅